# Mattiastrum tibeticum
Mattiastrum tibeticum är en strävbladig växtart som först beskrevs av C. B. Cl., och fick sitt nu gällande namn av August Brand. Mattiastrum tibeticum ingår i släktet Mattiastrum och familjen strävbladiga växter. Inga underarter finns listade i Catalogue of Life.